# 慢性
| ウィキペディアには「慢性」という見出しの百科事典記事はありません（タイトルに「慢性」を含むページの一覧/「慢性」で始まるページの一覧）。 代わりにウィクショナリーのページ「慢性」が役に立つかもしれません。 |